# Гордон, Томас
Томас Гордон (англ. Thomas Gordon; ок. 1658 — 18 марта 1741) — шотландец, адмирал русской службы, вероятно дальний родственник Патрика Гордона.

## Биография
Томас Гордон родился около 1658 года в шотландском Абердине.
В 1717 году, находясь в Париже, был принят Петром I на службу в русский флот с чином капитан-командора и служил до 1741 года, занимая в 1724, 1727—1729 и 1733—1741 годах должность главного командира Кронштадтского порта.
В 1718 году, держа брейд-вымпел на корабле «Св. Екатерина», командовал эскадрой из шести кораблей крейсировавшей между Оденсхольмом, Дагерордом и финляндскими шхерами. В следующем году был произведён в чин шаутбенахта синего флага и командовал Ревельской эскадрой. В 1721 году командовал Кронштадтской эскадрой и по случаю заключения Ништадтского мира был произведён в чин вице-адмирала. В компанию 1722 года командуя эскадрой крейсировал между Красной Горкой и Берёзовыми островами, а зимой присутствовал в Адмиралтейств-коллегии. В летнюю кампанию 1723 года командовал флотом в плавании до Ревеля, а зимой снова присутствовал в Адмиралтейств-коллегии.
30 ноября 1725 года награждён орденом Святого Александра Невского.
В мае-июне 1734 года в ходе Войны за польское наследство командовал флотом из 14 линейных кораблей и 5 фрегатов, осаждавшей Данциг. 
Томас Гордон умер 18 марта 1741 года в Кронштадте.